# Operatie Overpower
Operatie Overpower was de codenaam voor de Amerikaanse amfibische landing op het eiland Arawe, ten zuiden van Nieuw-Brittannië, als afleidingsmanoeuvre voor Operatie Backhander.

## Geschiedenis
Om de grote landing bij Kaap Gloucester, die ruim een week later plaatsvond, goed te laten verlopen, moesten de Amerikanen Japanse troepen uit dat gebied weglokken. Met een landing onder de codenaam "Overpower" konden de Amerikanen dit doen. De operatie, die plaatsvond op 15 december 1943 werd uitgevoerd door het 112e US Cavalerieregiment onder leiding van generaal Julian Cunningham. De landing werd ondersteund door de marine-eenheid Task Force 76, onder leiding van admiraal Daniel E. Barbey. Tegelijkertijd met de landing werd het Japanse vliegveld op Kaap Gloucester als afleiding zwaar gebombardeerd.